# شبکه اجتماعی و محتوای بایگانی‌شونده
شبکه اجتماعی و محتوای بایگانی شونده (انگلیسی: SNAC) یا Social Networks and Archival Context یک وبگاه برخط است که برای اکتشاف، مکان‌یابی و استفاده از مدارک ثبت شده توسط سازمان‌های ایالات متحده آمریکا، ایجاد شده‌است.
این وبگاه در سال ۲۰۱۰ میلادی توسط موقوفه ملی علوم انسانی (NEH) و دفتر ملی بایگانی و مدارک آمریکا (NARA) و، California Digital Library (CDL), Institute for Advanced Technology in the Humanities (IATH) در دانشگاه ویرجینیا و University of California, Berkeley School of Information پایه‌گذاری شد.